# Коронация (Легенда о Корре)
«Коронация» (англ. The Coronation) — третий эпизод четвёртого сезона американского мультсериала «Легенда о Корре».

## Сюжет
Царевич Ву готовится к коронации. Мировые лидеры переживают, что Кувира может не отдать власть. Тензин хочет, чтобы Корра была здесь. Аватар тем временем уговаривает Тоф тренировать её. Все собираются на коронацию, и старые знакомые общаются друг с другом. Кувира сообщает царевичу, что заняла его президентский номер отеля, а он переедет в молодёжную комнату. Затем слуги говорят Ву, что после свержения царицы 3 года назад её дворец был разграблен, и поэтому церемония коронации пройдёт без некоторых атрибутов, что огорчает царевича. Корра тренируется с Тоф и проигрывает в схватке. Старуха говорит, что связана со всем миром через корни болота. Начинается коронация Ву. Ему надевают царскую брошь и объявляют царём. Он награждает Кувиру медалью за то, что она делала для страны, и когда она произносит свою речь, то объявляет, что Царства Земли больше нет. Она преобразует государство в новую Империю Земли, которую сама будет вести в будущее. Кувира заявляет, что у царевича Ву нет власти, и грозится топтать врагов на своём пути. Многие поддерживают Кувиру, а мировые лидеры обеспокоены. Переживает также и Болин, но Кувира говорит с ним после церемонии и убеждает его, что он нужен ей как никогда.
Затем Су говорит с Кувирой и просит её остепениться, но та даёт отпор. Царевич Ву переживает из-за неудавшийся коронации, и к ним приходит Болин. Он хочет поговорить с братом, и Мако недоволен действиями Кувиры. Братья ссорятся, и Болин уходит. Тоф сообщает Корре, что в ней всё ещё остались частицы металлического яда, поэтому она не может окончательно поправиться. Аватар просит старуху вытащить их. Мако и Ву сидят в Маленьком Ба-Синг-Се, и царевич замечает, что люди ходят в купленных футболках с изображением Кувиры. Он бросается на ларёк с этим товаром, и разъярённая толпа злится на него и гонится за Ву и его телохранителем. Дорога приводит их к царскому дворцу, и Ву усаживается в трон, прогоняя мальчика, расположившегося на нём и празднующего день рождения. Мако честен с Ву и говорит, что он был бы ужасным царём. Он извиняется за это, но Ву отвечает, что Мако прав. Они снова замечают преследователей и убегают из дворца. Тоф пытается вытащить металл из Корры, но той больно, и она снова вспоминает Захира. Тоф считает, что Корра боится вернуться к делу Аватара, чтобы больше не страдать, и отказывается лечить её, если она сама того не хочет. Тензин поручает своим детям найти Корру. Варик готовится разрабатывать новую технологию по приказу Кувиры, используя доставленные лианы духов.

## Отзывы

Динамика оценок IGN к эпизодам 4 сезона мультсериала

Макс Николсон из IGN поставил эпизоду оценку 8 из 10 и написал, что сцены с Тоф и Коррой «были одними из лучших». Оливер Сава из The A.V. Club дал серии оценку «B» и посчитал, что «изюминкой этого эпизода является Тоф, чьей колючей и бестактной личности очень не хватало в течение последних трёх сезонов». Майкл Маммано из Den of Geek вручил серии 3,5 звёзд из 5.
Дэвид Гриффин из Screen Rant был заинтересован узнать мотивы Кувиры. Главный редактор The Filtered Lens, Мэтт Доэрти, поставил эпизоду оценку «B+» и написал, что «„Коронация“ была ещё одной отличной серией в Книге Четвёртой». Мордикай Кнод из Tor.com посчитал, что «Кувира должна провести выборы». Мэтт Пэтчес из ScreenCrush отметил, что моменты с Коррой и Тоф «до смешного забавны».